# Orchidantha sabahensis
Orchidantha sabahensis är en enhjärtbladig växtart som beskrevs av Anthony L. Lamb och L.B.Pedersen. Orchidantha sabahensis ingår i släktet Orchidantha och familjen Lowiaceae. Inga underarter finns listade.